# Comparsa
Comparsa е третият студиен албум на френското ню ейдж дуо Дийп Форест. В този албум музикантите залагат на ново звучене, използвайки оригинални семпли от Южна Америка и Централна Америка, както и от Мадагаскар. Албумът е латино ориентиран, залагайки предимно на бързи танцувални ритми раздвижена музикална структура. Специално за записите на албума Санчез лети до Куба, за да направи оригинални записи на уличните музиканти, познати там като comparsa, откъдето и името на албума. В същото време Муке е в Мадагаскар, за да се запознае отблизо с традиционната музика там. Comparsa отбелязва завръщане на групата към по-раздвиженото звученен от дебютния Deep Forest, като този път дуото използва много повече оригинални семпли, инструменти и музикални способи.
Media Luna е единствената песен тясно свързана с предишния им баладичен албум Boheme, най-вече заради съвместната колаборация на Дийп Форест с Ана Тороха и Абед Азрие и защото е единствената балада в Comparsa.
Това е първият албум на Дийп Форест, в които се има интерлюдии, следващият е Pacifique.

## Сингли
От Comparsa са издадени следните сингли:
- Madazulu
- Media Luna
- Noonday Sun

## Песни
1. Noonday Sun (4:59)
2. Green And Blue (4:53)
3. Madazulu (3:23)
4. 1716 (1:03)
5. Deep Weather (4:54)
6. Comparsa (4:58)
7. Earthquake (Transition 1) (0:48)
8. Tres Marias (4:53)
9. Radio Belize (3:58)
10. Ekue Ekue (5:20)
11. La luna se bat avec les étoiles (transition 2) (2:27)
12. Forest Power (3:47)
13. Media Luna (4:32)
14. Alexi (бонус песен за японското издание)
15. Freedom Cry (бонус песен за японското издание)